# 大里俊博
大里 俊博（おおさと としひろ、1947年1月10日 - 2015年2月20日）は、日本の映画プロデューサーである。

## 経歴
- 1947年1月10日 - 福岡県にて生まれる
- 1975年 - （株）東映東京撮影所に契約社員（制作部、進行係）として入社。
- 1988年 - 莟宣次、松田康史らと映画製作会社バズ・カンパニーを設立。松竹と契約し映画数本を製作、その後フリーで活動

## 主な製作・製作参加作品
- 1975年 - 1984年 キイハンター、仮面ライダー（第一話より製作主任として関わる）。
- 1980年 黄金の犬
- 1980年 - 1987年 松竹大船撮影所にてテレビ映画の製作担当として以下の作品に参加。大空港、闇を斬れ、裸の町、他２時間単発テレビドラマ、猫目石ころがった(インドロケ作品）、三田佳子カナダロケ作品、海の稜線井上梅次監督、など松竹芸能製作のテレビ２時間ドラマ。
- 1985年 ザ・ハングマン（TV) 製作担当としてすべてに参加する。
- 1985年 逆噴射家族
- 1988年 マリリンに逢いたい
- 1989年 ラッフルズホテル 日本 村上龍監督 本木雅弘 南国のホテル’ラッフルズ’の夜に失しなった愛を探す
- 1991年 グッバイ・ママ
- 1995年 WINDS OF GOD
- 1996年 Memory and Desire ＮＺ Niki Caro監督（ＮＺ） 野村祐人 若い日本人カップルがオーストラリアのミステリアスゾーンで破滅していく
- 1998年 鮫肌男と桃尻女
- 1999年 月光の囁き
- 2000年 陰陽師[1]
- 2000年 GODDESS OF 1967 オーストラリア Clara Law監督 Rose Byrne 日本人青年が究極の愛を探してオーストラリアの荒野を疾走する
- 2001年 infinity∞波の上の甲虫 日本 高橋巌監督 東儀秀樹 奥菜恵 秘密の楽園ボラカイ島で小説家が幻想的な美少女に出会う
- 2002年 水の女
- 2003年 あずみ[1]
- 2005年 あずみ2[1]
- 2006年 リンダ リンダ リンダ
- 2006年 嫌われ松子の一生[1]
- 2007年 神童
- 2007年 天然コケッコー
- 2008年 TOKYO！シェイキング東京
- 2008年 僕の彼女はサイボーグ
- 2009年 TAJOMARU
- 2009年 三十九枚の年賀状
- 2010年 SURELY SOMEDAY
- 2011年 マイ・バック・ページ
- 2012年 ゲノム・ハザード
- 2012年 終戦のエンペラー
- 2013年 クローズ/EXPLOD